# Obermorschwiller
Obermorschwiller (en alsacià Owermorschwíller) és un municipi francès, situat a la regió del Gran Est, al departament de l'Alt Rin. L'any 1999 tenia 424 habitants.

## Demografia
| 1962 | 1968 | 1975 | 1982 | 1990 | 1999 |
| ---- | ---- | ---- | ---- | ---- | ---- |
| 233  | 251  | 251  | 277  | 368  | 424  |

## Administració
| Període | Identitat    | Partit |
| ------- | ------------ | ------ |
| 2001-   | Georges Riss |        |

## Galeria

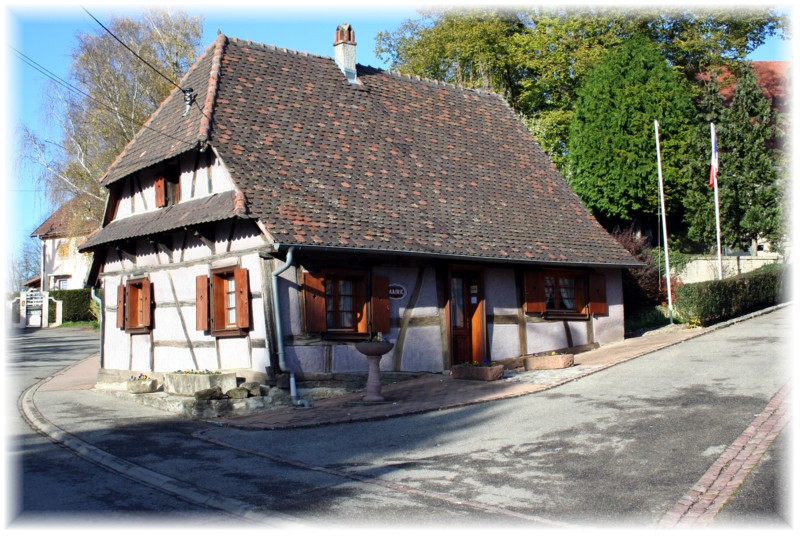
Alcaldia